# Euphorbia physocaulos
Euphorbia physocaulos är en törelväxtart som beskrevs av Paul Mouterde. Euphorbia physocaulos ingår i släktet törlar, och familjen törelväxter. Inga underarter finns listade i Catalogue of Life.